# TeleRadioErre
TeleRadioErre è stata un'emittente televisiva di Foggia (dove ha avuto sede per la quasi totalità della sua storia) e Carapelle, dapprima in onda sui canali 41 e 59 e, con l'avvento del digitale terrestre, su LCN 88.

## Storia
TeleRadioErre, nata nel 1977, è una tra le più antiche emittenti televisive foggiane e del territorio italiano. L'ideatore e fondatore prima di RadioErre e poi di TeleRadioErre, è stato Renato Forlani, importante imprenditore e intellettuale dell'epoca, la “erre” della testata viene proprio dall'iniziale del nome del fondatore). TeleRadioErre, che trasmetteva dall'undicesimo piano del Palazzo Nadir di Viale Di Vittorio 64 a Foggia, ebbe come primo direttore responsabile Salvatore De Angelis e come tecnici, tra gli operatori, Mario Loprieno, Nicola Tizzani e Nicola Nardella con compito anche di regia, ossatura della nascente emittente.
Tra i redattori dei suoi primi anni di vita si ricorda l'ex Preside del Liceo “Lanza” Davide Leccese. Nel corso degli anni sono comunque stati molti i giornalisti che hanno avuto a Teleradioerre momenti importanti del loro lavoro o della loro formazione. Tra gli altri Antonio Blasotta, Gino Caserta, Enzo Ciampi,  Enrico Ciccarelli, Micky De Finis, Sergio De Nicola, Tonia Pasquariello, Daniela Eronia, Claudio Gabaldi, Anna Langone, Massimo Marsico, Patrizio Mannu, Duilio Paiano, Piero Russo, Filippo Santigliano. Fra i molti tecnici che hanno lavorato per Teleradioerre meritano la citazione Carlo De Nittis e Rocco Langone, attualmente in forza alla RAI, nonché il regista Lucio Di Gianni, attualmente in Mediaset. Fra i lettori del notiziario dell'emittente hanno avuto particolare notorietà Anna Raimo e Renato Tonti. Nella redazione di Teleradioerre sono transitati giornalisti come Vincenzo D'Errico, Michele Carelli, Marzia Campagna, Tatiana Bellizzi, tommi Guerriere, Giacinto Pinto,   , Elena Nigro.. La redazione sportiva è stata seguita da Antonio Di Donna, Rino Palmieri e Lino Zingarelli, Lello Scarano.
Gli studi dell'emittente si sono successivamente trasferiti prima a Viale Di Vittorio 88 e poi alla sede di Corso del Mezzogiorno, poi in via San Severo e successivamente con una cessione di ramo d'azienda in Villaggio Artigiani.
In quasi venticinque anni di vita Teleradioerre ha prodotto un'infinità di programmi: si citano qui alla rinfusa “Asso tira sette”, pionieristico tentativo di gioco a premi condotto da Franco Rosi (1978); il ciclo della “Passatella” condotto da Lello Scarano (1983-1985); “Editing”, primo esempio di periodico di informazione televisiva locale (1984); il dibattito in diretta (ribaltato anche da Radio Radicale) con Marco Pannella (1985); autentico fenomeno di costume al tempo di Zemanlandia (1992-1993). Nel 1992 la mancata assegnazione della concessione all'emittente (decisione successivamente corretta) diede origine alla diretta-fiume (60 ore circa) “Teleradioerre non può morire”, condotta da Germana d'Alessandro e Piero Paciello, nel corso della quale si registrò un significativo coinvolgimento dell'opinione pubblica cittadina.
Nel 1993 l'emittente raggiunse l'attuale assetto societario: tra le più significative produzioni di questo periodo “Giornali e caffè”, lettura commentata dei giornali del mattino ideata da Geppe Inserra; “Per chi suona la campana”, ciclo di trasmissioni in diretta da diversi luoghi della città dedicate ai referendum del 1995; “Giorno per giorno” contenitore mattutino condotto da Anna Pecchioli; “In attesa”, trasmissione di Rossella Palmieri sui temi della gravidanza e del parto; “Furbi et orbi”, programma di incontri con esponenti politici curato da Micky De Finis; il ciclo delle trasmissioni sportive del venerdì, di cui “Totem”. Sono di quel periodo anche i programmi La superschedina del weekend (gioco a premi in diretta con telefonate da parte dei telespettatori) e il format Sposatissimi (storie di matrimonio di giovani coppie). Entrambi i programmi erano condotti da Maurizio Miazga e Francesca Catacchio. La stagione televisiva 2007/2008 ha visto la prosecuzione di trasmissioni rodate, come il contenitore pomeridiano “Casa mia”, condotto da Tony Di Corcia , Nadia Tortorelli e poi Daniela Vitarelli,  l'editoriale settimanale “Venti ed Eventi”, curato da Micky De Finis. Altre produzioni sono state TRE x 3, la trasmissione quotidiana curata da Vincenzo D'Errico e dedicata all'approfondimento del fatto del giorno ed ora Focus condotta da Saverio Serlenga.
Dal 20 luglio 2018 la storica emittente foggiana si trasferisce in Via Montebello a Carapelle divenendo patrimonio televisivo della stessa.
A distanza di poco tempo dallo spostamento degli studi nel piccolo centro del Basso Tavoliere, l'emittente chiude, seppur manchi ancora l'ufficialità.